# R136

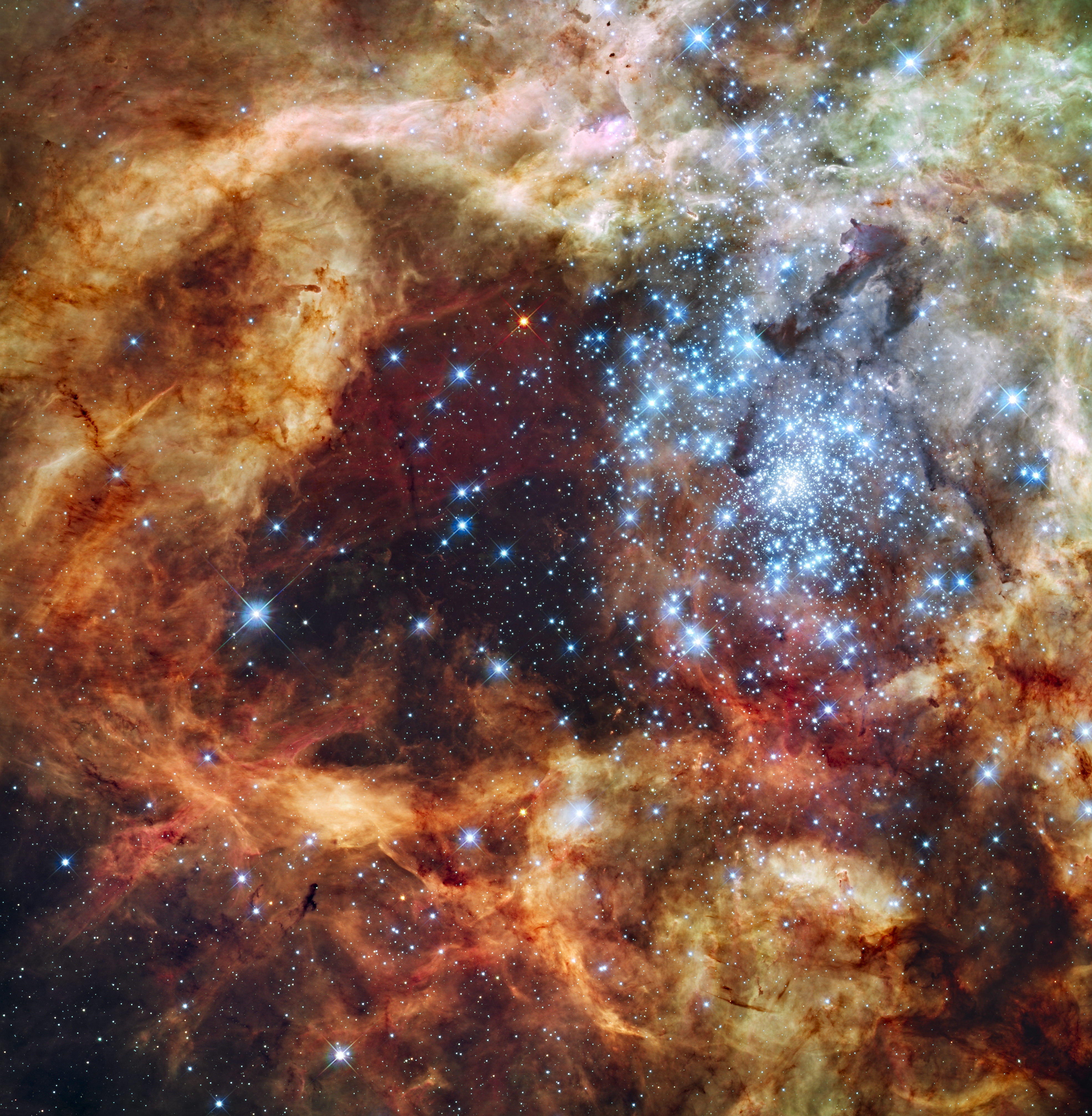

R136 في الفلك (بالإنجليزية: R136) هو تجمع نجمي يحوي عدد من النجوم العملاقة يبلغ بعضها نحو 150 كتلة شمسية أو أكبر من ذلك.
يقع هذا التجمع الهائل في وسط كوكبة أبو سيف Dorado (و يعرف أيضا بسديم العنكبوت)، في سحابة ماجلان الكبرى. وسحابة ماجلان الكبرى هي إحدى المجرات الصغيرة التابعة لمجرتنا، مجرة درب التبانة وتبعد عن مجرتنا نحو 150 ألف سنة ضوئية. يعتبر التجمع النجمي R136 مكون من نجوم حديثة الولادة حيث تبلغ أعمارها بين 1 - 2 مليون سنة (هذا بالمقارنة بعمر المجموعة الشمسية المقدر بنحو 5-4 مليار سنة). ويتكون التجمع من من نجوم عملاقة و نجوم فوق عملاقة. تتميز كثير من تلك النجوم بأنها من التصنيف الطيفي 3 O-type  وقد ثبت وجود نحو 39 نجم من نوع O3 من بينها.
بالإضافة إليهم فتوجد بينهم أيضا بعض النجوم الملتهبة من نوع نجم وولف-رايت.

## خصائصه
- الحقبة (المرجعية) = J2000.0
- كوكبة = أبو سيف
- مطلع مستقيم = 05سا 38د 42.396ث
- الميل = −69° 06′ 03.36″
- البعد عن الأرض = 157 ألف سنة ضوئية
- البعد عن الأرض = 48.5 ألف فرسخ فلكي
- قدر ظاهري = 9.50
- أسماؤه الأخرى =[9] UCAC2 1803442, SAO 249329, HD 38268, TYC 9163-1014-1, CD-69 324, GC 7114[6]

يصدر أر136 معظم الطاقة التي تضيء كوكبة أبي سيف. ويقدر الكتلة الكلية لتجمع النجوم في نحو 450.000 كتلة شمسية ومن المتوقع أن يصبح في المستقبل تجمع نجمي كروي.
توجد به نجوم فائقة الكتلة غير عادية تصل كتلة الواحد منها إلى نحو 150 كتلة شمسية، ويعتقد الفلكيون أن هذا التجمع قد نتج عن تصادم واندماج نجوم عملاقة من النجوم المزدوجة أدت إلى تكون تلك النجوم الفوق عملاقة.

### آر136إيه
أعتقد في الماضي أن الجرم الفلكي «آر 136 إيه» أو «آر136أ» عملاق عظيم يحوي مادة تكفي 1500 كتلة شمسية، وهو 30 مليون مرة ألمع من الشمس وتصل درجة حرارة سطحه بين 55.000 - 60.000 كلفن، ويبلغ قطره 50 مليون ميل. ولكن طبيعة آر136أ تعينت من خلال فحصه المطيافي فيما بعد وتبين أنه مجموعة كثيفة من النجوم وليس جرما واحدا. كان ذلك في عام 1985. وهو يحتوي في وسطه على 12 من النجوم العملاقة شديدة الضياء إلى جانب أجرام أخرى.
وقد حسبت كتل تلك النجوم العملاقة التي تكونه واتضح أن كل منها يبلغ بين 37 إلى 76 كتلة شمسية.
من ضمنها ثلاثة نجوم عملاقة شديدة الضياء وهم: آر136 إيه1، وآر136أ2، وأر136أ3 وهم يسودون في التجمع النجمي وبينهم مسافات تبلغ بين 0.1 و0.48 ثانية قوسية. واحد من تلك النجوم وهو نجم آر136 إيه1 يتصدر قائمة أكبر النجوم كتلة، وتصل كتلته نحو 265 كتلة شمسية. كما أنه يتصدر قائمة أشد النجوم سطوعا حيث أن ضيائه أشد نحو 8.7000.000 مرة من ضياء الشمس.

## من أعضاء أر136
| الاسم                   | مطلع مستقيم      | ميل (فلك)       | قدر ظاهري (V) | تصنيف الطيف      | المرجع |
| ----------------------- | ---------------- | --------------- | ------------- | ---------------- | ------ |
| آر136 (تجمع نجمي)       | 05سا 38د 43.3ث   | −69° 06′ 08″    |               | تجمع نجمي        | SIMBAD |
| آر136 إيه1              | 05سا 38د 42.43ث  | −69° 06′ 02.2″  | 12.77         | WN5h             | SIMBAD |
| R136a2                  | 05سا 38د 42.45ث  | −69° 06′ 02.2″  | 13.38         | WN5h             | SIMBAD |
| R136a3                  | 05سا 38د 42.291ث | −69° 06′ 03.45″ | 12.93         | WN5h             | SIMBAD |
| R136 Ab (إن جي سي 2060) | 05سا 37د 51.6ث   | −69° 10′ 23″    | 9.59          | بقايا مستعر أعظم | SIMBAD |
| R136 Ac                 | 05سا 37د 47.6ث   | −69° 10′ 20″    |               | نجم زائف         | SIMBAD |
| R136b                   | 05سا 38د 42.78ث  | −69° 06′ 03.1″  | 13.66         | WN9h             | SIMBAD |
| R136c                   | 05سا 38د 42.896ث | −69° 06′ 04.92″ | 12.86         | WN5h             | SIMBAD |

- نوع نجم وولف-رايت WN5h وWN9h للتصنيف الطيفي: يحتوي على الهيليوم والكربون والنتروجين والأكسجين، وقليل من الهيدروجين بدرجات مختلفة.

## صور

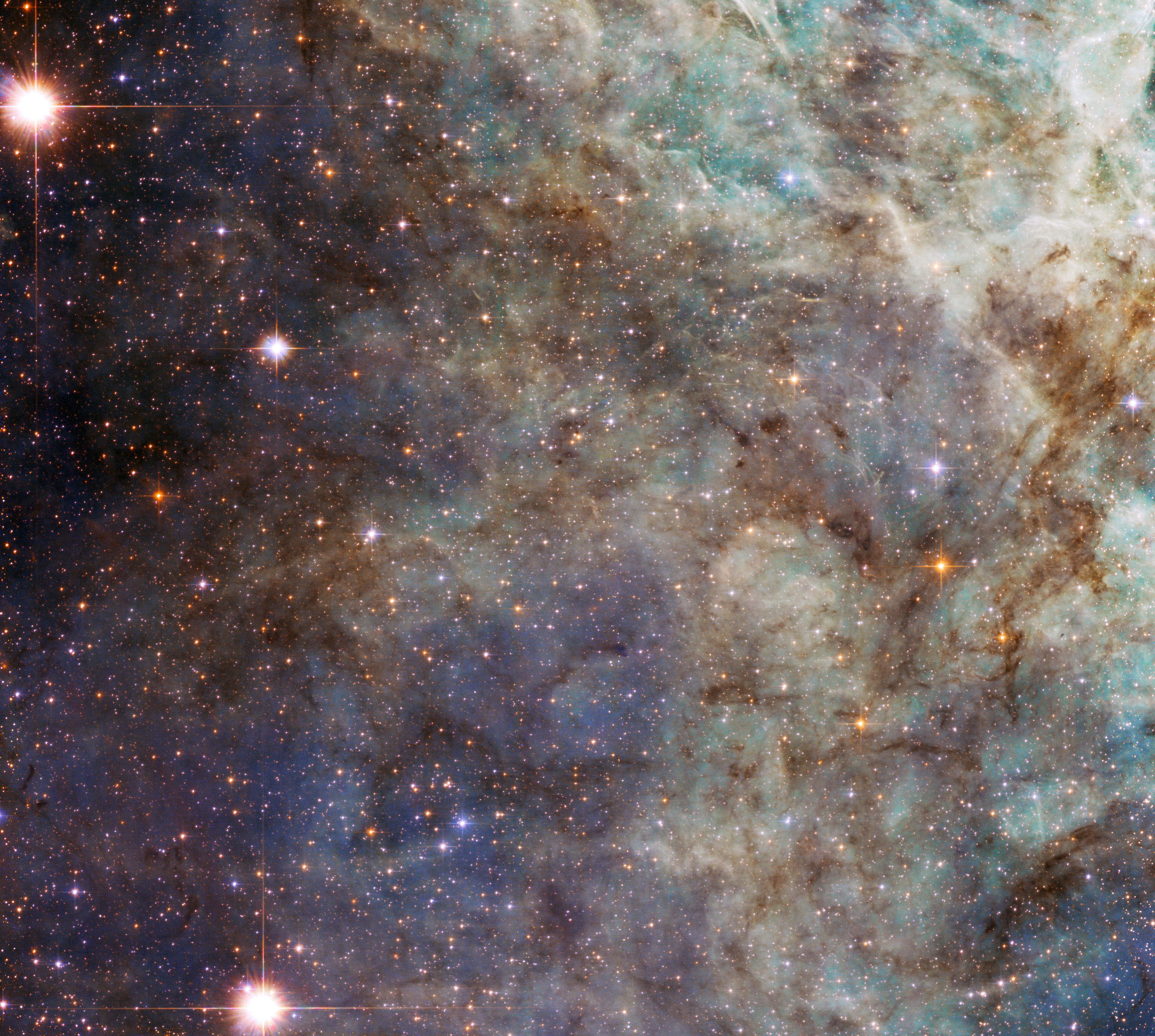
كان سديم العنكبوت أيضا موقع مستعر أعظم 1987 إيه، وهو أٌقرب حدث وقع منذ اختراع التلسكوب
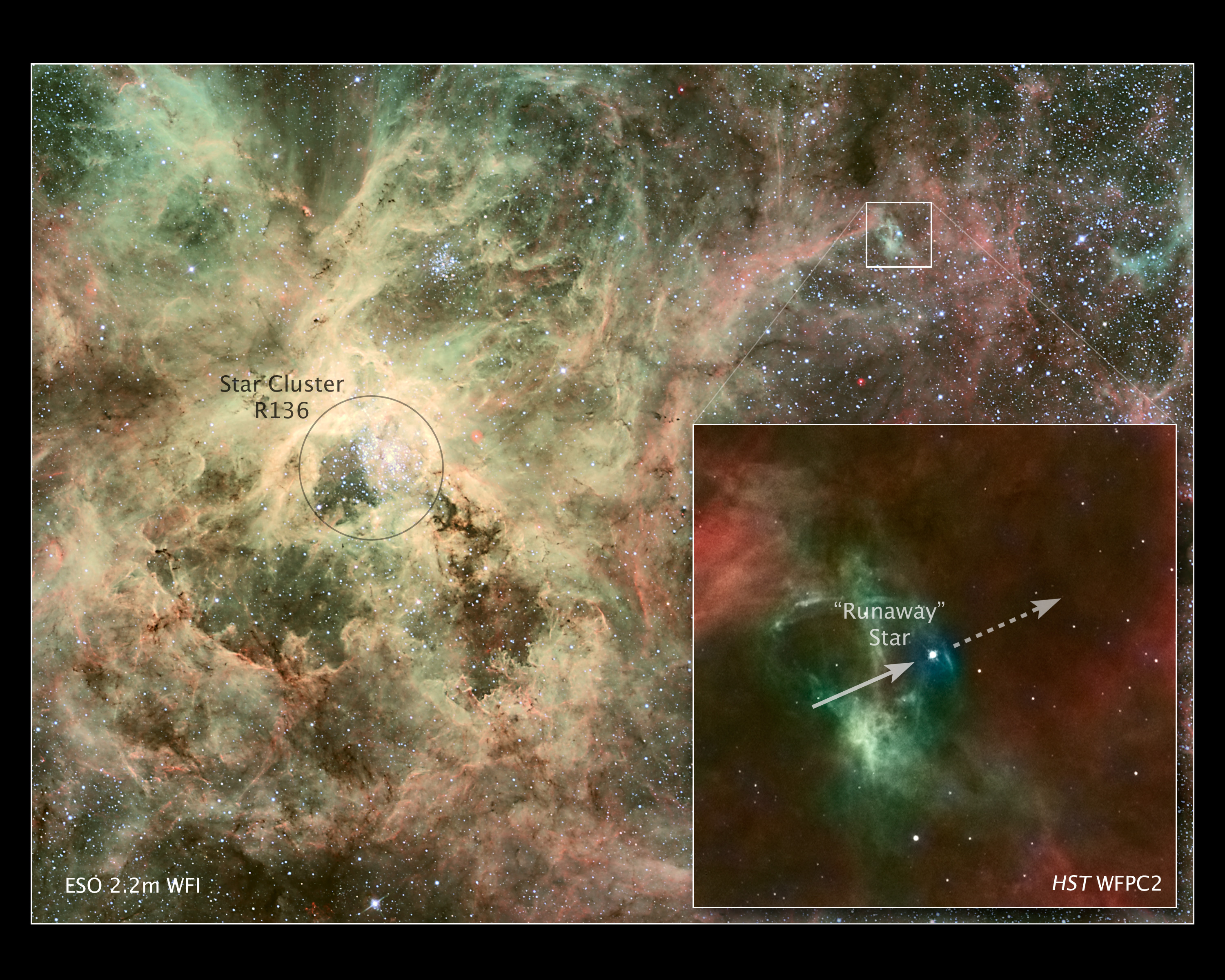
نجم يتحرك بسرعة (هارب) في سديم العنكبوت. صورة بتلسكوب هابل الفضائي